# Mayordomazgo
Los mayordomazgos fueron una división administrativa local y señorial del Reino de Castilla que existió en la Edad Media, especialmente entre los siglos XIV y XV. Los titulares de los mayordomazgos se llamaban mayordomos.

## Mayordomazgos de España
- Mayordomazgo de Amarante (Galicia).[1]
- Mayordomazgo de Cotobade y Montes (Galicia).[1]
- Mayordomazgo de Padrón (Galicia).[2]
- Mayordomazgo de Sevilla (Andalucía).[3]
- Mayordomazgo de la Vega (Cantabria).[4]
- Mayordomazgo de Vilar del Rey (Galicia).[1]